# Departamento de Transporte y Carreteras Estatales de Arkansas
El Departamento de Transporte y Carreteras Estatales de Arkansas (en inglés: Arkansas State Highway and Transportation Department, AHTD) es la agencia estatal gubernamental encargada en la construcción y mantenimiento de toda la infraestructura ferroviaria, carreteras estatales; así como sus federales, locales e interestatales, y transporte aéreo del estado de Arkansas. La sede de la agencia se encuentra ubicada en Little Rock, Arkansas y su actual director es Dan Flowers. El departamento cuenta con 10 distritos.